# Кинотавр 2015
26-й Кинотавр проходил с 7 по 14 июня 2015 года.

## Жюри

### Основной конкурс
- Алексей Учитель, режиссёр, продюсер — председатель
- Юрий Клименко, оператор
- Николай Куликов, сценарист
- Наталья Мокрицкая, продюсер
- Алексей Рязанцев, кинопрокатчик
- Андрей Смоляков, актёр
- Олеся Судзиловская, актриса
- Пётр Шепотиник, кинокритик

### Конкурс «Короткий метр»
- Игорь Толстунов, продюсер — председатель
- Иван Кудрявцев, кинокритик
- Агния Кузнецова, актриса
- Иван И. Твердовский, режиссёр

## Официальная программа

### Основной конкурс
- «14+», Андрей Зайцев
- «No Comment», Артём Темников
- «Ангелы революции», Алексей Федорченко
- «Гость», Денис Родимин
- «Инсайт», Александр Котт
- «Находка», Виктор Демент
- «Парень с нашего кладбища», Илья Чижиков, Антон Чижиков
- «Пионеры-герои», Наталья Кудряшова
- «Про любовь», Анна Меликян
- «Синдром Петрушки», Елена Хазанова
- «Спасение», Иван Вырыпаев
- «Страна ОЗ», Василий Сигарев
- «Тряпичный союз», Михаил Местецкий
- «Чайки», Элла Манжеева

### Фильм открытия
- Конец прекрасной эпохи, реж. Станислав Говорухин

### Фильм закрытия
- Зелёная карета, реж. Олег Асадулин

## Награды фестиваля
- Главный приз: «Про любовь», Анна Меликян
- Приз за лучшую режиссуру: Алексей Федорченко, «Ангелы революции»
- Приз за лучший дебют: «Чайки», Элла Манжеева
- Приз за лучшую женскую роль: Полина Гришина, «Спасение»
- Приз за лучшую мужскую роль: Василий Буткевич, Александр Паль, Павел Чинарев, Иван Янковский, «Тряпичный союз»
- Приз за лучшую операторскую работу: Андрей Найдёнов, «Находка»
- Приз им. Г. Горина «За лучший сценарий»: Василий Сигарев, Андрей Ильенков, «Страна ОЗ»
- Приз им. М. Таривердиева «За лучшую музыку к фильму»: Николас Рабеус, «Синдром Петрушки»
- Специальный диплом жюри «За талантливый и искренний взгляд на поколение „Вконтакте“, познающее вечные ценности любви»: «14+»
- Приз гильдии киноведов и кинокритиков: «Ангелы революции», Алексей Федорченко
- Приз гильдии киноведов и кинокритиков: «Страна ОЗ», Василий Сигарев
- Диплом гильдии киноведов и кинокритиков: «Пионеры-герои», Наталья Кудряшова
- Приз жюри кинопрокатчиков: «Про любовь», Анна Меликян